# Old Rottenhat
Old Rottenhat es el cuarto álbum de estudio del compositor inglés Robert Wyatt.
En los 10 años que separan a este LP de su predecesor Ruth Is Stranger Than Richard, Wyatt había editado varios sencillos (algunos recopilados en Nothing Can Stop Us) y dos EP entre 1980 y 1984.

## Lista de canciones
All songs written by Robert Wyatt
1. "Alliance" – 4:24
2. "The United States of Amnesia" – 5:50
3. "East Timor" – 2:52
4. "Speechless" – 3:37
5. "The Age of Self" – 2:50
6. "Vandalusia" – 2:44
7. "The British Road" – 6:23
8. "Mass Medium" – 4:43
9. "Gharbzadegi" – 7:54
10. "P.L.A." – 2:31